# 日立コンサルティング
株式会社 日立コンサルティング（ひたちコンサルティング）は、日立グループに属するグローバルコンサルティングファームを標榜する日本の企業。

## 概要
日本企業のグローバルな活躍を支援することを目的としたコンサルティングファームとして2002年に設立された。コンサルティングファームならではの企業マネジメントへの革新的なアプローチと、日立製作所およびグループ企業の各研究機関や事業グループと連携した「人財・知財・商財」の戦略的活用の融合による新ビジネス創生（イノベーション）を目指している。
日立グループが「モノ作り」を基調とした価値観から成り立っているのに対し、日立コンサルティングはサービスの視点を基調としたビジネスリーダーまたソートリーダーの役割を担うコンサルファームとしての位置付けである。
なお、日立グループにはアメリカ合衆国を拠点としたHitachi Consulting Corporationが存在しているが、同社とは資本関係はなく、日立製作所の子会社で日本の日立コンサルティングとは兄弟関係にあり、業務連携によるグローバルサービス協同推進を目指すとしている。

## 沿革
- 2002年7月 - 日立製作所の100%子会社・株式会社エクスペリオ・ソリューションズ・ジャパンとして設立
- 2003年
  - 4月 - サービス開始
  - 5月 - 株式会社エクサージュに社名変更。同時に港区六本木に移転
- 2006年
  - 4月 - 株式会社日立コンサルティングに社名変更
  - 10月 - 日立製作所のビジネスソリューション事業部を統合
  - 11月 - 陣容拡大に伴いオフィス移転（新オフィス：東京都港区港南2-16-4　品川グランドセントラルタワー17階）
- 2012年5月 - 陣容拡大に伴いオフィス移転（新オフィス：東京都千代田区麹町4-1　麹町大通りビル）
- 2013年7月 - 三菱東京UFJ銀行で労働者派遣法の法令違反が発覚したことで、東京労働局より行政指導を受けた。
- 2014年
  - 3月 - 参議院の消費者特別委員会において、日本共産党の大門実紀史委員より偽装請負の問題が指摘された[2]。
  - 4月 - 代表取締役が芦邉洋司から、日立グループ外出身者の八尋俊英に交代となった。

## サービス

### サービスコンセプト
BSI（Business Consulting ＆ Systems Integration）を提唱している。戦略を確実に実行させる「ビジネスの変革」をリードし、その実現に当たっては日立グループの協力を得ながら「必要となるITの活用」をバランスよく回転させることで改革を組織に定着させ、継続的な企業価値向上を目指すというものだが、日立グループ自身は技術志向が強く、その高い技術力、開発力との融合という意味で、BTI（Business Consulting ＆ Technical Integration）の方が将来を見据えたより包括的な表現であるとの意見も社内には存在している。

### サービス分野
- 事業戦略立案、事業再生、新規事業創生、業務変革、組織／人の変革
- EPM、CRM、SCM、HRM等のITソリューションの総合的な提供

## 組織
各業種を担当するチームと、経営／業務改革やポストM&AやITガバナンスといった業種横断のソリューションを中心に活動するチームの2種類で構成している。
- インダストリー：製造・販売・流通、金融、公共、社会インフラ
- ソリューション：エンタープライズソリューション、ITマネジメント＆デザイン、マネジメントコンサルティング

なお、マネジメントコンサルティングを担当する部署は2008年12月に見直しを行い、リスタートをしている。また、各国に展開する現地法人とも連携し、日本企業のグローバル展開をサポートする。